# Lijst van weermannen en weervrouwen
Weermannen en -vrouwen presenteren het weerbericht op de televisie, radio of schrijven het op in een krant of op een website. Meteorologen worden bekend als weerman of weervrouw, maar niet elke weerman of weervrouw is meteoroloog.

## Australië

### Weervrouwen
- Sarah Cumming (Seven News)
- Georgie Gardner (Nine Network)
- Sara Groen (Seven News)
- Jaynie Seal (Nine Network)

## België

### Vlaanderen

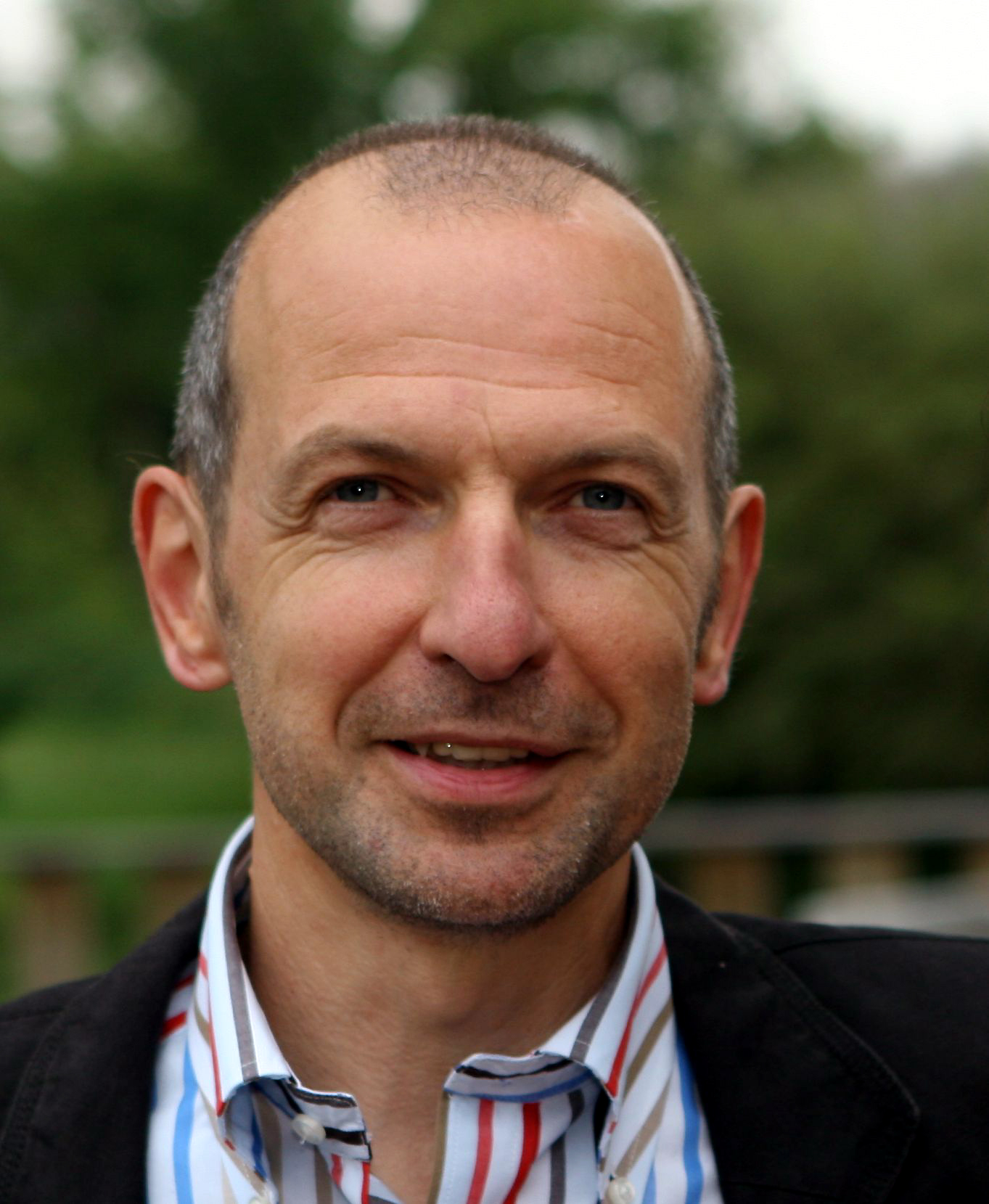
Hugo Mathues

#### Weermannen
- Jan Boomans
- Ron Cornelissen
- Frank Deboosere
- David Dehenauw
- Eddy De Mey
- Michel De Meyer
- Bob De Richter
- Frank Duboccage
- Michel Nulens
- Eric Goyvaerts
- Georges Küster
- Jasper Kijk in de Vegte
- Sam Ohgotsenberg
- Hugo Mathues
- Armand Pien
- Roby Roels
- Geert Naessens
- Jonas De Bodt
- Ward Bruggeman
- Samuel Helsen
- Rens Daeninckx
- Bram Verbruggen
- Martijn Peters
- Tom Dutoit
- Michiel Bonte
- Jasper Cool

#### Weervrouwen
- Jacotte Brokken
- Peggy De Meyer
- Sabine Hagedoren
- Jill Peeters
- Hilde Simons
- Valérie Thys
- Eva Clockaerts

### Wallonië

#### Weermannen
- Denis Collard
- Nicolas-Xavier Ladouce
- Jean-Charles Beaubois
- Stéphane Piedbœuf

#### Weervrouwen
- Audrey Leunens
- Marie-Pierre Mouligneau
- Caroline Dossogne
- Cécile Djunga
- Tatiana Silva

## Nederland

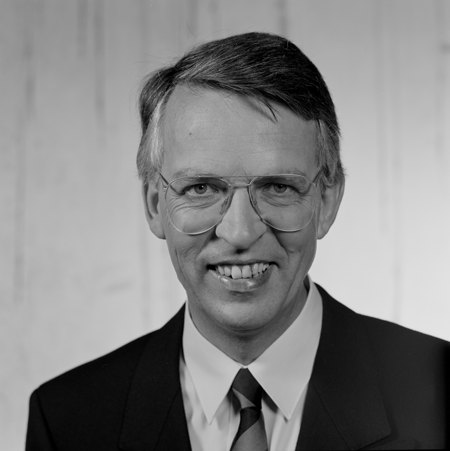
John Bernard

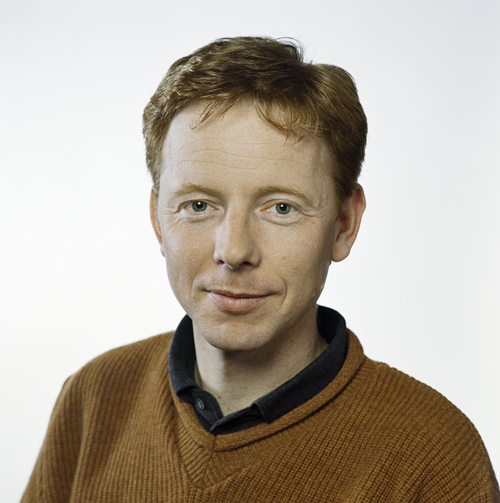
Gerrit Hiemstra

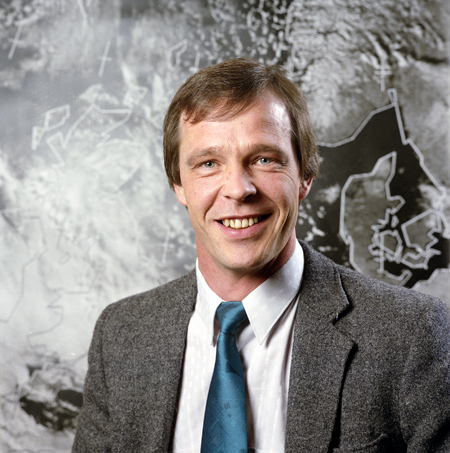
Erwin Kroll

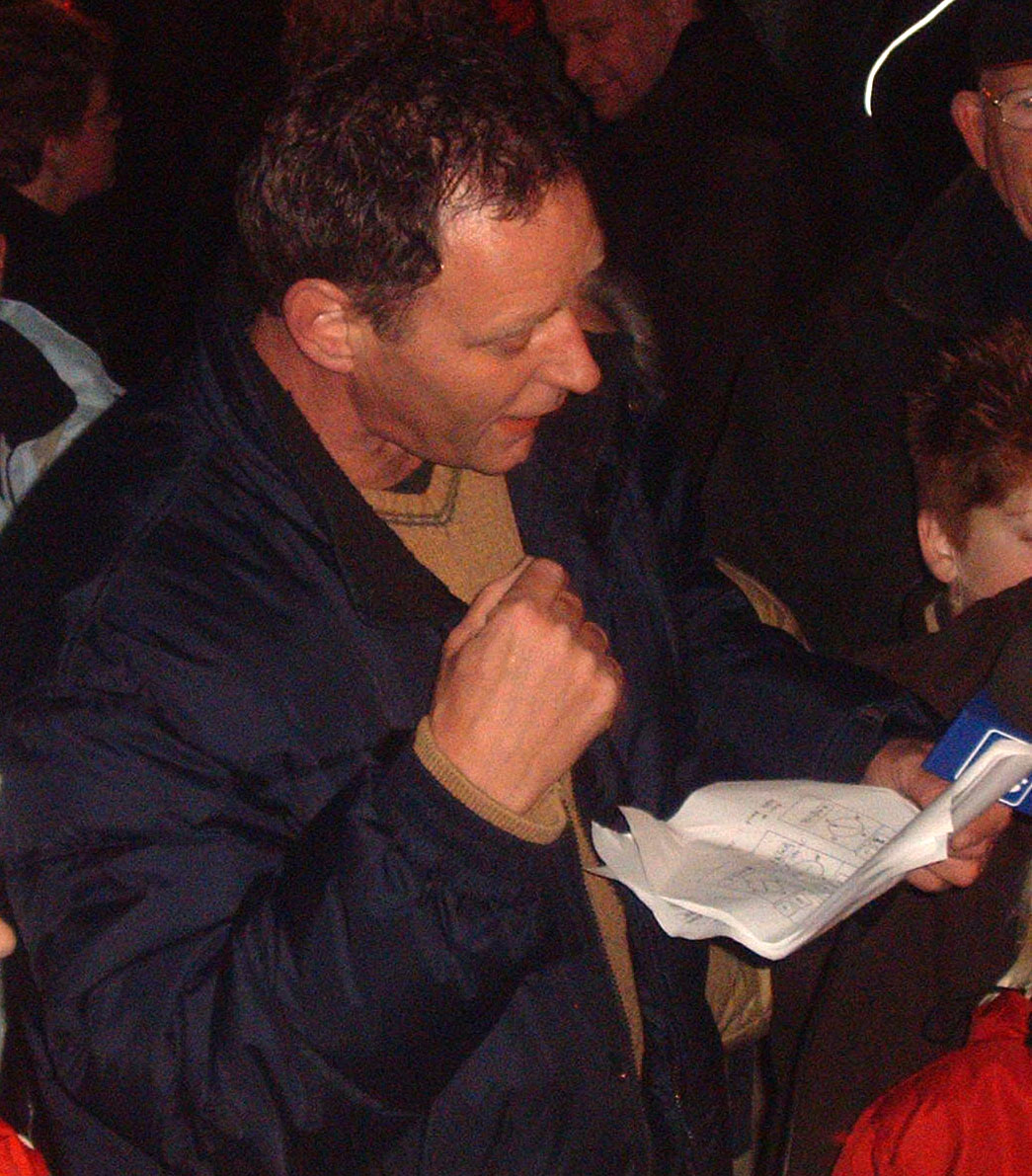
Piet Paulusma

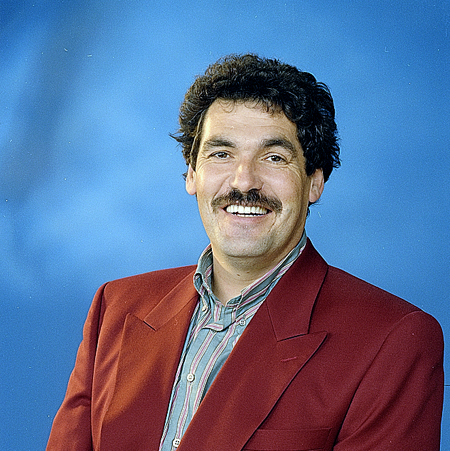
Peter Timofeeff

### Weermannen
- Ed Aldus
- Tinus Beckers
- Reinier van den Berg
- John Bernard
- Wouter van Bernebeek
- Jordi Bloem
- Richie van den Bosch
- Derk Bosscher[1]
- Jos Broeke
- Erno Bouma
- Henk van Dorp
- Martijn Dorrestein
- Mario Egthuijsen
- Jeroen Elferink
- Jules Geirnaerdt
- Stefan van der Gijze
- Johan Habekothé
- Gerrit Hiemstra
- Ton ten Hove
- Albert Hoving
- Jordi Huirne
- William Huizinga
- Wilfred Janssen
- Hans de Jong
- Marc de Jong
- Jan Jonkman
- Klaas Karssen
- Raymond Klaassen
- Donny de Koning
- Erwin Kroll
- Floris Lafeber
- Han Mellink
- Maurice Middendorp
- Huub Mizee
- Siebo Mollema
- Peter Kuipers Munneke
- Jaap Nienhuis
- Harry Otten
- Piet Paulusma
- Jan Pelleboer
- Leon Saris
- Rico Schröder
- Alfred Snoek
- Berend van Straaten
- Peter Timofeeff
- Joop den Tonkelaar
- Marco Verhoef
- Arie Verrips
- Johan Verschuuren
- Jan Versteegt
- Jan Visser
- Gert Voerman
- Robert de Vries
- Jaco van Wezel
- Tjitske Wiebenga
- Johnny Willemsen
- Dennis Wilt
- Thijs Zeelen

### Weervrouwen
- Laura van der Blij
- Harma Boer
- Dorien Bouwman
- Jennifer Faber
- Britta van Gendt
- Sarah van Gorp
- Daniëlla Gur
- Willemijn Hoebert
- Marjon de Hond
- Roosmarijn Knol
- Nicolien Kroon
- Helga van Leur
- Amara Onwuka
- Laura Osinga
- Martsje Paulusma
- Margot Ribberink
- Leontine Ruiters[2]
- Monique Somers
- Grieta Spannenburg
- Diana Woei
- Moniek Wulms
- Leidi van der Veen

## Polen

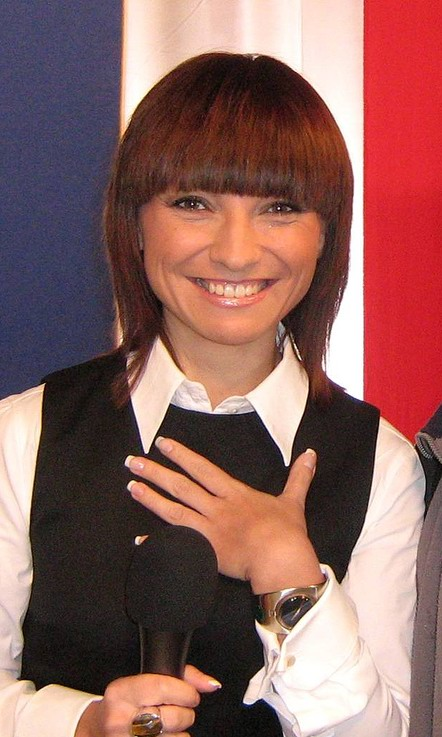
Marzena Sienkiewicz

### Weervrouwen
- Agnieszka Cegielska (TVN Meteo)
- Katarzyna Ciepielewska (TVP Info)
- Dorota Gardias (TVN Meteo)
- Beata Gubernat (TVP3 / TVP2)
- Joanna Jereczek (TVP Gdansk)
- Magdalena Kotarba (TVP Krakow)
- Katarzyna Łoska (TV4 / Polsat)
- Omenaa Mensah (TVN Meteo)
- Magdalena Michniak (TV Superstacja)
- Milena Rostkowska (TVN Meteo)
- Marzena Sienkiewicz (TVN Meteo / TVP3 / TVP2)
- Marzena Słupkowska (TVP1)
- Paulina Sykut (TV4 / Polsat)

## Verenigd Koninkrijk

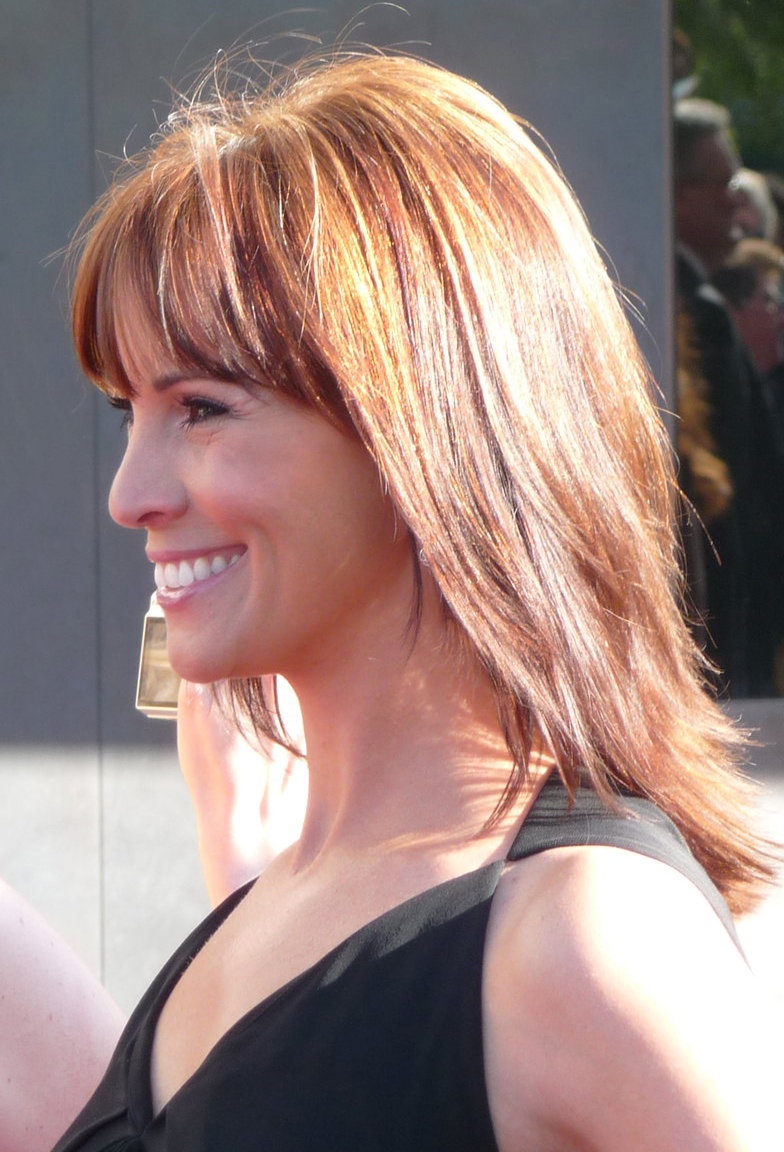
Andrea McLean

### Weermannen
- Ian Fergusson (BBC)
- John Hammond (BBC)
- Ian McCaskill (BBC)
- Nick Miller (BBC)

### Weervrouwen
- Kirsty McCabe (GMTV)
- Andrea McLean (GMTV)
- Sally Meen (GMTV)
- Clare Nasir (ITV London)
- Dianne Oxberry (BBC)